# Agriocnemis luteola
Agriocnemis luteola – gatunek ważki z rodziny łątkowatych (Coenagrionidae).